# EC (telefonközpont-család)
Az EC központcsaládot 1959 és 1972 között dr. Molnár Pál vezetésével fejlesztették ki a BHG-ban. Kapcsológépe a hazai fejlesztésű, ikerhidas DC470 crossbar (keresztrudas) gép, vezérlése részben elektronikus, a felhasznált jelfogók huzalrugósak.

## Alkalmazása
Az ECR típusjelű központot rurál (vidéki) alkalmazásra szánták, az ECT tranzitközpontként üzemelt Szegeden. A nagy kapacitású helyi- és tranzitközpont, az ECM a tervezőasztalon maradt.
Összesen mintegy tízezer vonal üzemelt az észak-balatoni, a soproni, és a gyöngyösi telefonhálózatban, valamint a csongrádi megyeszékhely tranzitközpontjában. A teljesen magyar fejlesztésű központcsalád nagyobb arányú elterjedését a hazai elektronikus alkatrészek magas ára akadályozta meg – valamint az, hogy 1968-ban a BHG megvásárolta a svéd Ericsson AR-központ-családjának licencét. Ekkor a magyar központ fejlesztése abbamaradt – annak ellenére, hogy a svéd központ korábbi generációt képviselt, hiszen nem alkalmazott elektronikus vezérlőelemeket.

## A fejlesztés története
A KGST-n belül a távközlési szakosodás a REÁB (Rádióelektronikai Ipari Állandó Bizottság) keretében folyt. Az együttműködés egyik témája az elektronikus telefonközpont volt, így készült el 1961-ben – a Steffens-féle ikerhidas crossbar gépre alapozva – a BHG Telefonfejlesztési Osztályán egy 200 vonalas modell, a BCF2000 jelű mintaközpont, amely a Teréz 7A1 központ 128 xxx számmezejében 200 vonalas előfizetői egységeként működött, és fontos tapasztalatokkal szolgált a hagyományos elektromechanikus központok és az új elektronikus egységek együttműködési problémáinak megoldása terén.
A fejlesztés 1963-ban más irányt vett, amikor megfogalmazták egy olyan vidéki góckörzet tervcélját, amelynek a távhívásra alkalmas vég-, a szektor-, és a gócközpontjai elektronikus vezérlésűek. Tíz éven keresztül folyt az EC-család fejlesztése, részt vett benne Blum Endre, Forró Dezső, Gál István, Haffner János, Havalda Endre, Khek Norbert, Liska László, Makay Attila, Mikics László, Molnár Béla, Molnár Pál, Molnár Sándor, Nagy Béla, Pató Lajos, Pellei István, Pintér Lajos, Rédl Gábor, Sebestyén László, Seres Péter, Soós György, Tóth András, Vass Béla.
A hetvenes évek elején a fejlesztés megállt, de a felhalmozott tapasztalatok a tároltprogram-vezérlésű QA-, EP- és ER-családban hasznosultak.

## A családtagok
A család elkészült tagjai elektronikus vezérlésű, távhívásra alkalmas vég-, a szektor-, és gócközpontok.
A legkisebb – kétjegyű számmal jelzett központok – nem tartalmaznak kétfrekvenciás kódadó-vevőt, ezért sávon belüli jelzéseket használnak vonal- és a regiszterjelzések átvitelérere egyaránt. A számjegyeket és a tarifát impulzálással viszik át.
A nagyobb központok kétféle jelzésrendszert használnak: a kisebbekkel a fent leírtakat, a többi központtal pedig 2280 Hz-es, 150 vagy 600 ms hosszú vonaljelzést valamint előre 15, visszirányban pedig 6 jelet átvinni képes, többfrekvenciás (MFC) regiszterközi jelzésrendszert. A központ a hívott szám elemzésével választja ki a használandó jelzésrendszert.

### A legkisebbek
A központok kódadó-vevőt nem tartalmaznak, ezért a kézibeszélő felemelésekor egy kétirányú trönkvonalon azonnal kapcsolatot létesítenek a felettes központtal (szektor- vagy gócközponttal), és a tárcsázott számokat sávon belüli (2280 Hz-es) impulzusokkal viszi át. A számokat a végközpont saját regisztere is elemzi, és ha a hívás helyben marad, akkor a trönköt elbontja. Ha valamennyi trönk foglalt, akkor a vaktrönk kapcsolódik fel. Ebben az esetben értelemszerűen csak helyi hívást lehet felépíteni.
Az ECR21 központba 20 főállomás (vagy 10 szóló- és 20 ikervonal) köthető be. Három pólusváltós, pénzbedobós készüléket is tud kezelni. A felettes központhoz három, kétirányú trönkkel kapcsolódik. Egyetlen ikerhidas kapcsológépet tartalmaz, melynek vízszintes multiplikációja középen el van vágva. Az igy adódó két csoport 10–10 hidat tartalmaz. Az első félgép vízszintes multiplikációjára van bekötve az első 10 előfizetői vonal, mig a másik félgépre a második 10. A gép hidjaihoz csatlakoznak a trönkök, csatlakozó áramkörök, illetve a vaktrönkáramkör. Nagyjából hatszáz tranzisztort és kétezer diódát tartalmaz.
Az ECR41 40 főállomás (vagy 30 különvonalú és 20 ikerállomás) befogadására szolgál, háromfokozatú kapcsolómezeje négy kapcsológépből épül fel, és legfeljebb öt, kétirányú trönköt képes kezelni. Nagyjából ezer tranzisztort és háromezer-ötszáz diódát tartalmaz. Két egység összekapcsolható, és egy közös vezérlőáramkörről működtethető, így kapacitás 80-ra nő.
Az ECR43 – a KGST-ben az első, huzalozottprogram-vezérléssel működő kapcsolóberendezés – feleakkora helyet foglalt el, mint elődje.

### A közepes méretűek
Az ECR400-as szektorközpont a saját előfizetőinek forgalmán túl a hozzá kapcsolódó kis végközpontok kimenő és bejövő forgalmát is tranzitálja. A végközpont, az ECR401 nem végez tranzitkapcsolást. A központ százas lépésekben 400 előfizetői vonalig bővíthető, és összesen száz kimenő és száz bejövő trönkáramkört tud kezelni. A központ mindig 500 hívószámot foglal el (egy ezres mező alsó vagy felső felét).
A négyhuzalos kapcsolómező négyfokozatú, A központ a regiszterközi jelzések átvitelére – a felettes központ vagy egy másik szektorközpont felé – MFC rendszerű kódadó-vevőket használ, a kis végközpontokkal dekadikus, sávon belüli jelzésrendszert. A speciális hívásokat (bejelentő, tudakozó, mentő stb.) helyben tudja végződtetni, és egyenáramú gyorskóddal (billentyűzettel) hívó kezelő is kapcsolódhat hozzá.
A központ szolgáltatásai is figyelemre méltóak: az előfizetők hétféle kategóriába sorolhatók, PBX-sorozatba köthetők, és át is irányíthatják az érkező hívást a központon belül egy másik számra. A távolsági hívásokat a kezelő a foglalt előfizetőnek felajánlhatja. Az interkezelő a hívó számát lámpatablón látja, így nincs szükség visszahívással történő azonosításra.

### A nagy kapacitásúak
Rendszertechnikájában hasonlít a közepes központokra, de a kapcsolómezeje ötfokozatú. A 400-tól 2000 vonalig bővíthető gép szektorközpontként az ECR2000, végközpontként ECR2001 típusjelet kapta. Négyhuzalos kapcsolásra is alkalmas, és csillapításvezérlésre is képes.

### A gócközpont
Az ECT500 négyhuzalos tranzitközpont – tulajdonképpen az előfizetői fokozattól megfosztott ECR2000. BNV-nagydíjat kapott 1971-ben. Szegeden üzemelt, alig fél évtizedig.

### Az illesztőközpont
A 7DU helyi központ, zsinórnélküli félautomata manuális központ, az IT3 rotary távválasztó központ, és az ECR rurál hálózat illesztésére kidolgozott illesztőközpont – melynek típusjele 7DCs – nem crossbar, hanem rotary kapcsolómezővel épült. Működött Veszprémben, Sopronban és Gyöngyösön.

## ECR-központok a magyar telefonhálózatban

### A 80-as góckörzet (az észak-balatoni mintahálózat)
A próbaüzemre a Balaton-felvidéket, a veszprémi góckörzetet választották, hiszen ott már működött IT3-as távhívó központ, ezzel Pápa és Budapest felé a távválasztás. A postai szóhasználatban „kísérleti hálózat” a BHG-s írásokban inkább „mintahálózat” néven szerepelt. A fejlesztés a már forgalmat vivő központokban is folytatódott; sok BHG-s töltött hónapokat a Balatonnál a keretek mellett.

#### Kronológia
A 7DCs gócközpont elkészülte után először – 1965-ben – a litéri és a hajmáskéri ECR21-es központot kapcsolták be a hálózatba (az utóbbit később a korszerűbb ECR43-ra cserélték). Ugyanennek az évnek a nyarán indult a balatonfüredi ECR400-as szektorközpont nyolcszáz előfizetővel, majd – egy-két évvel később – a hozzá kapcsolódó végközpontok (Tihany, Aszófő, Csopak, Alsóörs, Balatonakali, Balatonudvari). A balatonfüredi szektorközpontot 1969-ben a nagyobb kapacitású ECR2000-esre cserélték. A várpalotai ECR2001-es végközpontot 1972 novemberében adta át Horn Dezső, a Posta vezérigazgatója. Az ezervonalas központot 24 trönkáramkör kötötte össze Veszprémmel. Az utolsó lépésben – 1973-ban – a balatonkenesei ECR400-as szektorközpontot, és a hozzá kapcsolódó balatonfőkajári, csajági és papkeszi ECR43-as végközpontot adták át.
A balatonfüredi szektorközpontot és a hozzá csatlakozó végközpontokat 1985 karácsonyán váltotta fel AR-központ. Az utolsó Veszprém környéki ECR-központot a megyeszékhelyi ARM távhívó központ üzembe helyezésekor, 1988 nyarán állították le.

#### Számozás
Akkoriban a vidéki telefonszámok ötjegyűek voltak. Az alábbi táblázat 1973-ban mutatja az egyes központok számmezejének első két jegyét és a központok típusát (a két szektorközpont sárgával kiemelve):
| Számmező      | Helység        | Típus   | Felettes kp.  |
| ------------- | -------------- | ------- | ------------- |
| 35 xxx        | Litér          | ECR21   | Veszprém      |
| 36 xxx        | Balatonfűzfő   | ECR41   | Veszprém      |
| 37 xxx        | Hajmáskér      | ECR43   | Veszprém      |
| 38 xxx        | Balatonalmádi  | ECR401  | Veszprém      |
| 40 xxx–43 xxx | Balatonfüred   | ECR2000 | Veszprém      |
| 44 xxx        | Tihany         | ECR43   | Balatonfüred  |
| 45 xxx        | Aszófő         | ECR21   | Balatonfüred  |
| 46 xxx        | Csopak         | ECR41   | Balatonfüred  |
| 47 xxx        | Alsóörs        | ECR41   | Balatonfüred  |
| 48 xxx        | Balatonakali   | ECR21   | Balatonfüred  |
| 49 xxx        | Balatonudvari  | ECR21   | Balatonfüred  |
| 50 xxx        | Várpalota      | ECR2001 | Veszprém      |
| 81 xxx        | Balatonkenese  | ECR400  | Veszprém      |
| 82 xxx        | Balatonfőkajár | ECR43   | Balatonkenese |
| 83 xxx        | Csajág         | ECR43   | Balatonkenese |
| 84 xxx        | Papkeszi       | ECR43   | Balatonkenese |
| 99 xxx        | Zánka          | ECR21   | Veszprém      |

### A 37-es góckörzet (Gyöngyös)
Az észak-balatoni kísérlet lezárása után Mátraszentimre és Galyatető kapott egy-egy ECR43-as központot 1973 szeptemberében, amelyek a gyöngyösi gócközponthoz kapcsolódtak. Egy hónappal később Mátrafüreden is ECR-központot helyeztek üzembe. A következő évben kapott központot Mátraháza, Nagyréde, Halmajugra, Vámosgyörk és Abasár. Tíz évvel később, 1984-ben Domoszló jutott ECR-központhoz.

### A 99-es góckörzet (Sopron)
A soproni góckörzet valamennyi helységét – Lövő és a hozzá tartozó néhány község kivételével – ECR központtal látták el, összesen 14-gyel. A központokat 1973 utolsó napjaiban kapcsolták be, és egészen az ADS-központ üzembe helyezéséig, 1990 decemberéig működtek – bár egy idő után tartalék alkatrészt sem gyártott hozzá az ipar.

#### Számozás
A soproni telefonszámok 1-gyel kezdődtek, góckörzetében az ötjegyű telefonszámok első jegye 3, 4 vagy 5 volt.
Egy-egy nagyobb falu központjába kapcsolták be a környező kisebb települések előfizetőit is, így 
- Kópháza: Balf és Fertőboz;
- Pereszteg: Pinnye és Vejkemajor;
- Fertőszentmiklós: Endredújmajor és Petőháza;
- Fertőd: Fertőszéplak, Hodály, Sarród és Tőzeggyármajor;
- Hegykő: Fertőhomok, Hidegség és Ilonamajor;
- Röjtökmuzsaj: Ebergőc;
- Agyagosszergény: Fertőendréd;
- Sopronhorpács: Imremajor;
- Sopronkövesd: Franciskamajor.

előfizetőit is kiszolgálta.
Az alábbi táblázat az 1980-as telefonkönyv alapján mutatja az egyes központok számmezejének első három jegyét, a központ telepítésének helyét és az élő vonalak számát:
| Számmező | Helység          | Él  |
| -------- | ---------------- | --- |
| 30 0xx   | Ágfalva          | 14  |
| 30 5xx   | Brennbergbánya   | 25  |
| 31 0xx   | Fertőrákos       | 28  |
| 32 0xx   | Kópháza          | 72  |
| 33 0xx   | Nagycenk         | 46  |
| 35 0xx   | Pereszteg        | 65  |
| 44 9xx   | Fertőszentmiklós | 100 |
| 45 9xx   | Fertőd           | 100 |
| 46 4xx   | Csapod           | 22  |
| 46 9xx   | Hegykő           | 52  |
| 48 0xx   | Röjtökmuzsaj     | 22  |
| 48 5xx   | Agyagosszergény  | 31  |
| 55 5xx   | Sopronhorpács    | 27  |
| 56 0xx   | Sopronkövesd     | 28  |

### A 62-es góckörzet (Szeged)
Az ECT tranzitközpont szerelése 1972 januárjában kezdődött a régi postaépületben. Kezdetben, 1973-tól csak kezelői távhívó forgalmat vitt – Szegeden még nemzetközi kezelés is volt! –, az előfizetői forgalmat csak 1974. december 28-án engedték rá a központra, azzal a furcsa megkötéssel, hogy csak délután, éjjel és munkaszüneti napon lehet használni. Két ECR-végközpontot is üzembe helyeztek: az egyiket Szőregen, a másikat Szegeden. Egészen 1977 januárjáig, az AR-átterhelésig működtek .

### A „K” (Közigazgatási távbeszélő) hálózat
Ez a nem nyilvános hálózat 1947-től egy fél évszázadon át működött az államigazgatásban. Egyetlen, budapesti 7D-PBX központ és – kezdetben – 34 vidéki vonalkoncentrátor alkotta. A vonalkoncentrátorok kiváltására az EC család legkisebb tagjait 1974-ben illesztették a 7D-PBX jelzésrendszeréhez, és ECR-40 típusjellel látták el.

### BHG ORION TERTA Műszaki Közlemények
- Gál I.: A telefonközpontok elektronikus Jelzőberendezései. 1965. 4. sz.
- Molnár, P.: Logikai kapcsolatok automatizálása crossbar központokban, I. rész: 1965. 6. sz. II. rész: 1966. 4. sz.
- Blum E. – Pató L.: ECR 41 típusú rurál végközpont. 1966. 3. sz.
- Vass Béla: Elektronikus vezérlésű crossbar központ (ECR 2000 típus) 1967. 6. sz., 14 – 20. o.
- Molnár P.: Közös programvezérlés több vezérlő áramkörrel, nagykapacitású telefonközpontok számára. 1967. 2. sz.
- Makay A.: ECM rendszerű nagyvárosi központok. 1967. 6. sz.
- Rédl G.: Az ECR 400 és ECR 401 típusú elektronikus vezérlésű crossbar központ 1968. 1. sz., 27–40. o.
- Horváth I.: Az ECT 500 típusú tranzitközpont. 1968. 1. sz. szám. 71. – 75. old.
- Balogh D.: Alarm jelzések a rurál hálózatban. 1968. 6. sz.
- Pató L. – Khek N.: 7DCs rurál csatlakozó. 1969. 2. sz.
- Makay A.: Közepes kapacitású elektronikus vezérlésű crossbar központok karbantartási problémái. 1969. 4. sz.
- Pató L.: Rurál hálózatok ЕС központokkal I. 1974. 3. sz.
- Pató L.: Rurál hálózatok ЕС központokkal II. 1974. 4. sz.

### Könyvek
- Barna József. Távközléstechnikái műszerész szakmai ismeret II. – Kapcsolástechnika. Budapest: Műszaki Könyvkiadó, 306–323. o. (1974). ISBN 963-10-0513-5
- Molnár Pál, Gál István, Vass Béla. Electronic control in crossbar telephone exchanges. Budapest: Budavox (1965)
- szerk.: Soós György: Jelzésátvitel a távbeszélőtechnikában. Budapest: Közdok (1973)